# José Luis Viejo
José Luis Viejo Gómez (* 2. November 1949 in Yunquera de Henares; † 16. November 2014 in Azuqueca de Henares) war ein spanischer Radrennfahrer. 1976 gewann er eine Etappe der Tour de France mit dem bisher größten Abstand (22 Minuten, 50 Sekunden) auf den Zweiten. (Stand 2015)

## Sportlicher Werdegang
1971 errang José Luis Viejo bei den Straßen-Weltmeisterschaften im schweizerischen Mendrisio die Bronzemedaille im Straßenrennen der Amateure. Im selben Jahr siegte er bei der Vuelta a Toledo und der Vuelta a Navarra. Im Jahr darauf gewann er die Gesamtwertung sowie zwei Etappen der Polen-Rundfahrt und startete bei den Olympischen Sommerspielen in München im Straßenrennen (37.) und im Mannschaftszeitfahren (12.). Im Grand Prix Guillaume Tell gewann er in jener Saison die Bergwertung, in der Gesamtwertung wurde er Zweiter hinter Dave Lloyd.
Von 1973 bis 1982 war Viejo als Profi aktiv. In diesen Jahren gewann er mehrfach Etappen, vor allem bei bedeutenden Rennen in Spanien. Viermal startete er bei der Tour de France. 1976 gewann er, als Mitglied von Super Ser Teamkollege von Luis Ocaña, die elfte Etappe von Montgenèvre nach Manosque nach einer Alleinfahrt über 160 Kilometern mit einem Vorsprung von 22 Minuten 50 Sekunden. Das machte ihn zum Etappensieger mit dem bisher größten Abstand auf den Zweiten in der Geschichte der Tour. Sein Heimatort Azuqueca de Henares feierte diesen Erfolg mit einem Feuerwerk, das seine Frau auf Band aufnahm, damit er es sich nach seiner Rückkehr anhören konnte. 1978 gewann er die Trofeo Elola.
Nach seinem Rücktritt vom aktiven Radsport eröffnete Viejo, Vater von fünf Kindern, in Azuqueca de Henares ein Sportgeschäft mit Lotto-Annahmestelle. Er starb 2014 nach einer langer Krankheit. Kurz zuvor war in seinem Wohnort Azuqueca ein Platz nach ihm  Plaza de Jose Luis Viejo benannt worden. Auch wurde ihm zu Ehren 2015 erstmals das Jedermannrennen Marcha Cicloturista Homenaje a Jose Luis Viejo ausgerichtet.

## Erfolge
1971
- Weltmeisterschaften – Straßenrennen (Amateure)
- Vuelta a Toledo
- Vuelta a Navarra

1972
- Gesamtwertung und zwei Etappen Polen-Rundfahrt

1973
- eine Etappe Portugal-Rundfahrt

1974
- eine Etappe Aragon-Rundfahrt
- eine Etappe Ruta del Sol

1975
- eine Etappe Vuelta a Asturias

1976
- eine Etappe Tour de France
- zwei Etappen Vuelta a Asturias

1977
- Prolog und eine Etappe Vuelta a Asturias
- Trofeo Masferrer

1978
- eine Etappe Setmana Catalana de Ciclisme
- zwei Etappen Baskenland-Rundfahrt

1980
- eine Etappe Kantabrien-Rundfahrt
- eine Etappe Vuelta a Asturias
- Clásica de Sabiñánigo